# Philippe Petit
Philippe Petit (Nemours, 13 augustus 1949) is een Frans koorddanser. In de ochtend van 7 augustus 1974 werd hij wereldberoemd met een dans tussen de Twin Towers van het World Trade Center in New York, zonder daar toestemming voor te hebben.
Zijn act op het World Trade Center duurde 45 minuten, waarbij de artiest zonder beveiliging acht keer heen en weer wandelde tussen de destijds nog maar pas voltooide North Tower en South Tower (417 meter hoogte). Petit is een artist in residence voor de Kathedraal Saint John the Divine in New York, de stad waar hij woont. Een van zijn eerste werken waarmee hij de schijnwerpers haalde was de oversteek van de klokkentorens (westtorens) van de Notre-Dame van Parijs in 1971.
Petit noemde zijn stunt op het World Trade Center de "misdaad van de eeuw" (tegen de wet). De planning van zijn oversteek nam zes jaar van zijn leven in beslag.
In 2008 ging een documentaire over het leven en werk van Petit in première met als titel Man on Wire onder regie van James Marsh. Man on Wire won een Oscar voor beste documentaire en daarnaast een BAFTA voor beste Britse film. Zeven jaar later, in 2015, kwam een biografisch drama over zijn stuntwerk op het World Trade Center in de zalen, The Walk met Joseph Gordon-Levitt als Petit. Deze film is geregisseerd door Robert Zemeckis.

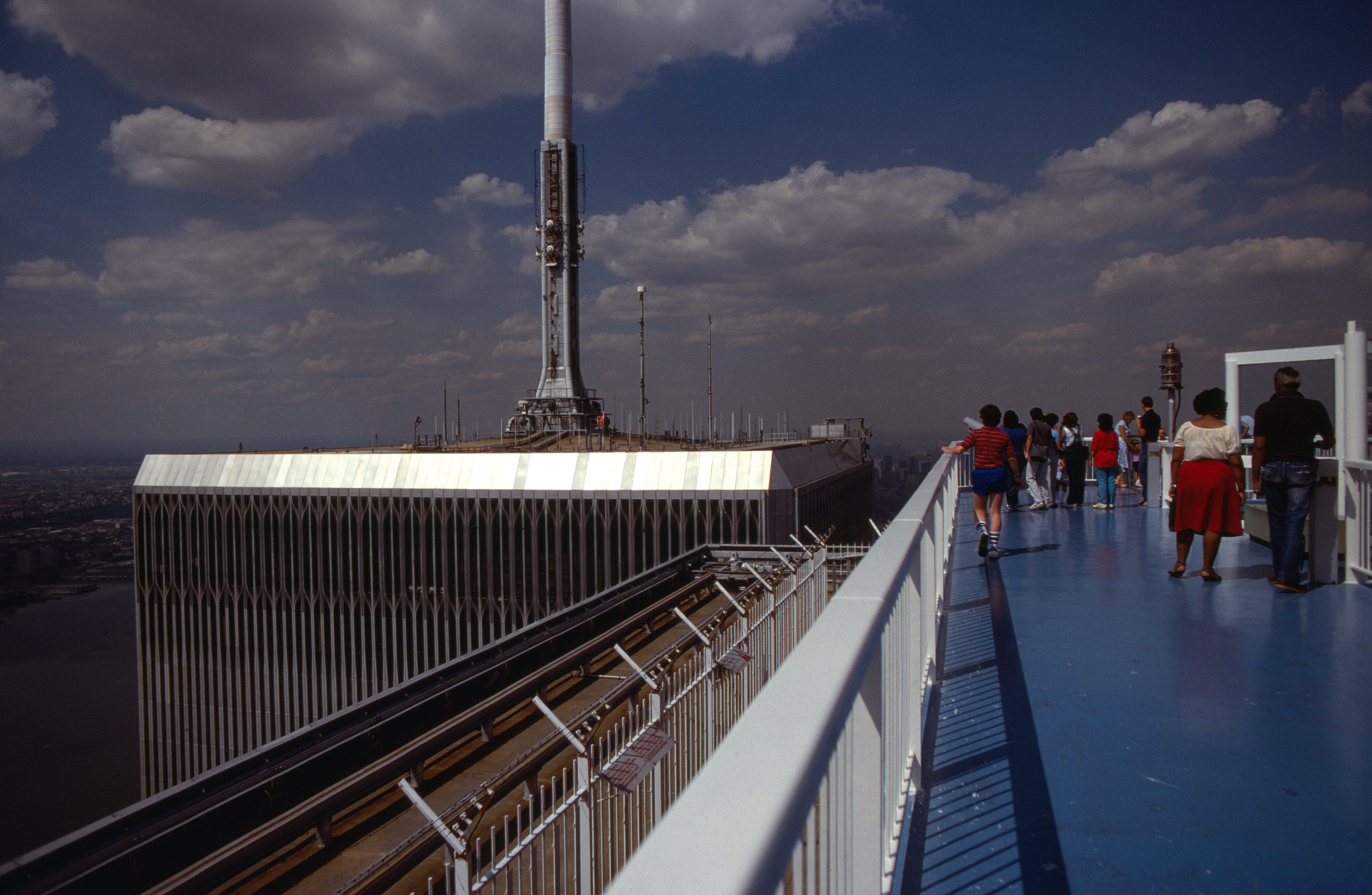
Top of the World, het observatiedek op de South Tower dat in 1974 nog niet gereed was toen Petit aan zijn wandeling begon; op de achterrgrond de North Tower met antenne (circa 1983)